# Malickyella tigridalis
Malickyella tigridalis is een vlinder van de familie van de grasmotten (Crambidae), uit de onderfamilie van de Spilomelinae. De wetenschappelijke naam van deze soort is voor het eerst voorgesteld als Ambia tigridalis door George Francis Hampson in een publicatie uit 1897.
De soort is ontdekt op het Indonesisch eilandje Pulo Laut ten zuidoosten van Borneo. 